# Awilum
Awilum (z akad. człowiek, obywatel, pełnoprawny obywatel) – wolny obywatel w Babilonii, posiadający ziemię i środki produkcyjne. Termin występuje w kodeksu Hammurabiego i oznacza klasę ludzi wolnych.